# Arnaud Trambouze
Arnaud Trambouze (født 8. april 1976 i Valence, Frankrig) er en fransk filminstruktør, scenograf, fotograf.

## Filmografi
- - 2014 — Elle n'insulte pas dans sa langue natale (пост-продакшн)
  - 2013 — Trois épouvantails au Pays des purs (пост-продакшн)
  - 2012 — Les gardiens du Zoo
  - 2008 — Pakistan (по заказу правительства Мушарафа)
  - 2008 — Obscuritas in tenebris
  - 2007 — Tuning For Real
  - 2005 — La chute des graves
  - 2005 — Eden Photo
  - 2004 — Entre l’ombre et la lumière
  - 2002 — Le dernier des hommes